# Le Sixième Sens (film)
Pour les articles homonymes, voir Sixième sens.
Ne doit pas être confondu avec Sixième Sens (film).
Pour plus de détails, voir Fiche technique et Distribution.
Le sixième sens (Manhunter) est un film américain écrit et réalisé par Michael Mann, sorti en 1986. C'est l'adaptation cinématographique du roman Dragon rouge de Thomas Harris, paru en 1981. Il s'agit de la première adaptation au cinéma de la tétralogie écrite par Harris qui met en scène le personnage d'Hannibal Lecter.
Le film se concentre sur l'ancien profiler du FBI Will Graham (William Petersen) sortant de sa retraite pour prêter ses talents à une enquête sur la traque d'un tueur en série connu sous le nom de Tooth Fairy (Tom Noonan). Ce faisant, il doit affronter les démons de son passé et rencontrer Hannibal Lecter, rebaptisé Lecktor dans ce film (Brian Cox), qui a failli compter Graham parmi ses victimes.
Le sixième sens se concentre sur le travail médico-légal effectué par le FBI pour traquer les tueurs et montre les effets à long terme que des cas comme celui-ci ont sur des profileurs tels que Graham, soulignant les similitudes entre lui et le tueur. Le film présente une utilisation fortement stylisée de la couleur pour transmettre ce sentiment de dualité et la nature de la similitude des personnages a été explorée dans les écrits académiques du film.
Initialement reçu de manière mitigée par la critique, Le sixième sens est un échec commercial au moment de sa sortie, ne rapportant que 8,6 millions de dollars de recettes aux États-Unis. Cependant, il a été réévalué dans des critiques plus récentes et bénéficie désormais d'un accueil plus favorable, car tant le jeu d'acteur que les visuels stylisés ont été mieux appréciés ces dernières années. Sa popularité grandissante, qui peut être due aux adaptations ultérieures des livres de Harris et au succès de Petersen dans Les experts, lui a permis d'obtenir le statut de film culte.
En 2002, le roman dont est issu le film est de nouveau adapté au cinéma sous le titre Dragon rouge, globalement bien reçu par la critique et par le public à sa sortie.

## Synopsis

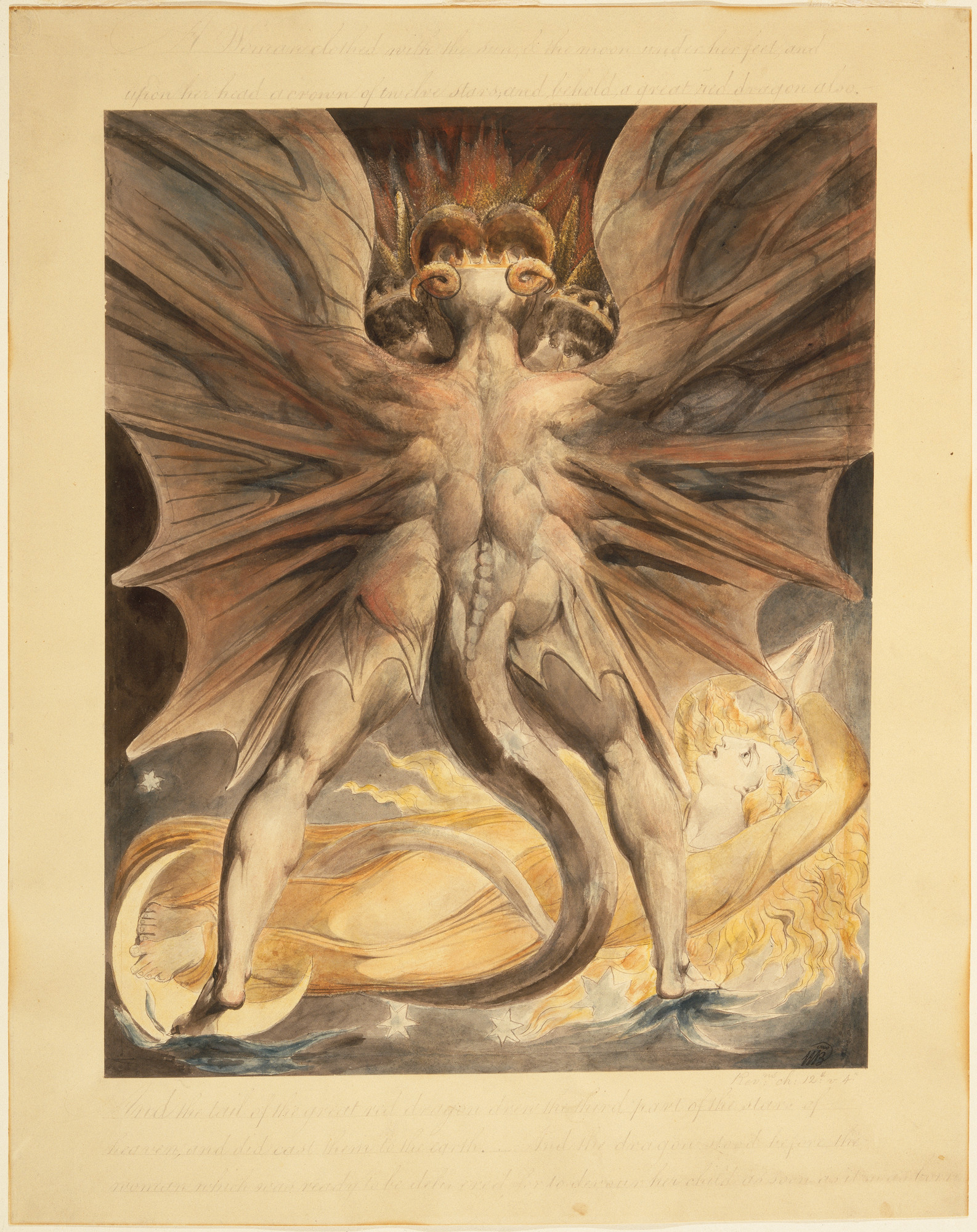
William Blake (1757–1827) The Great Red Dragon and the Woman Clothed in Sun (Rev. 12: 1–4), c. 1803–1805 – Brooklyn Museum

Ancien profiler du FBI, Will Graham a pris sa retraite à la suite d'une dépression nerveuse après avoir été attaqué par un tueur en série cannibale, le docteur Hannibal Lecktor, qu'il a capturé. Graham est approché à son domicile de Floride par son ancien supérieur du FBI, Jack Crawford, qui cherche de l'aide pour une nouvelle affaire de tueur en série, surnommé la « dent vicelarde » par les forces de l'ordre en raison des morsures laissés sur ses victimes, qui assassine des familles lors des nuits de pleine lune. Promettant à sa femme Molly qu'il ne fera rien de plus que d'examiner les preuves et de ne pas risquer de blessures physiques, Graham accepte de visiter la scène de crime la plus récente à Atlanta, où il tente d'entrer dans l'état d'esprit du tueur, qui brise les miroirs et utilise les éclats pour les placer dans les yeux de ses victimes afin qu'il puisse se voir en eux. Après avoir trouvé les empreintes digitales du tueur laissé sur une des victimes après avoir déduit qu'il avait enlevé ses gants lorsque du talc fut retrouvé sur le corps, Graham retrouve Crawford. Graham et Crawford sont abordés par le journaliste d'un tabloïd, Freddy Lounds, qui avait déjà maille à partir avec Graham quand ce dernier était à l'hôpital après son agression par Lecktor. Graham rend visite à Lecktor, un ancien psychiatre, dans sa cellule et lui demande son avis sur les motivations du tueur. Après une conversation tendue, Lecktor accepte de regarder le dossier. Plus tard, Lecktor obtient l'adresse du domicile de Graham par tromperie tout en téléphonant ostensiblement à son avocat.
Graham se rend sur la première scène de crime à Birmingham, en Alabama. Il est contacté par Crawford, qui lui dit que Frederick Chilton, le directeur de l'hôpital psychiatrique ou est enfermé Lecktor, a trouvé une note dans les effets personnels de Lecktor. Ils se rendent compte que cela vient de la « dent vicelarde », exprimant leur admiration pour Lecktor et leur intérêt pour Graham. Crawford amène Graham à l'académie du FBI à Quantico, où une section manquante de la note est analysée pour déterminer ce que Lecktor a supprimé. Ils découvrent une instruction de communiquer via les petites annonces du National Tattler, le journal de Lounds. Le FBI a l'intention de planter une fausse annonce pour remplacer celle de Lecktor, mais sans le code de livre approprié, la « dent vicelarde » saura qu'il s'agit d'un faux. Ils laissent l'annonce être publiée telle quelle et Graham organise une interview avec Lounds, donnant un faux profil et désobligeant du tueur pour l'inciter à se manifester. Après qu'une opération n'ait pas réussi à attraper le tueur, Lounds est enlevé par la « dent vicelarde ». Lounds est obligé d'enregistrer une déclaration avant d'être brûlé vif attaché dans un fauteuil roulant et que son cadavre est placé dans le parking du National Tattler en guise d'avertissement. Le FBI parvient à décoder le message codé de Lecktor à la « dent vicelarde »: c'est l'adresse du domicile de Graham avec l'instruction de tuer l'ex-profiler et sa famille. Graham se précipite chez lui pour trouver sa famille en sécurité mais terrifiée. Après que le FBI ait déplacé sa famille dans une maison sûre, Graham explique à son fils Kevin les raisons qui l'ont poussé à prendre sa retraite.
À son travail dans un laboratoire de cinéma de Saint-Louis, au Missouri, Francis Dollarhyde - qui se trouve être la « dent vicelarde » - se rapproche d'une collègue aveugle, Reba McClane, et lui propose de la raccompagner à la maison. Ils se rendent au domicile de Dollarhyde, où Reba est inconsciente du fait que Dollarhyde regarde des images de films à domicile de ses prochaines victimes prévues. Elle l'embrasse et fait l'amour avec ce dernier. La nuit suivante, Graham se rend compte que les meurtres du tueur sont motivés par un désir d'acceptation. Pendant ce temps, Dollarhyde regarde Reba être escortée chez elle par un autre collègue, ce qui le met dans un état de rage, qui le fait assassiner l'homme et enlever Reba.
Recherchant le lien entre les familles assassinées, Graham découvre que l'agresseur connaissait des informations détaillées sur les maisons des victimes et suppose avec raison que le tueur travaille dans un laboratoire de développement de films. Avec l'aide de Crawford, Graham identifie le laboratoire de St. Louis où les films ont été traités. Après avoir déterminé quels employés ont vu ces films, Graham et Crawford se rendent avec une escorte policière au domicile de Dollarhyde. À l'intérieur, Dollarhyde se prépare à tuer Reba avec un morceau de verre, tandis que la police se rassemble autour de la maison. Apercevant que Dollarhyde s'apprête à tuer la jeune femme, Graham se précipite dans la maison, mais est agressé par le tueur, qui peu après s'empare d'un fusil à pompe avec lequel il abat deux policiers. Blessé par un des deux policiers, Dollarhyde retourne dans la cuisine, mais Graham, qui a repris conscience après avoir été maîtrisé par Dollarhyde, parvient à abattre de plusieurs balles avec son revolver, le tuant sur le coup. Graham, Reba et Crawford sont soignés par des ambulanciers paramédicaux. Peu après, Graham retourne chez lui avec sa famille.

## Fiche technique
Sauf indication contraire, les informations mentionnées dans cette section peuvent être confirmées par la base de données cinématographiques IMDb,  présente dans la section « Liens externes ».
- Titre : Le Sixième Sens[Note 2]
- Titre original : Manhunter
- Réalisation : Michael Mann
- Scénario : Michael Mann d'après le roman Dragon rouge (Red dragon : the pursuit of Hannibal Lecter) de Thomas Harris
- Musique : Michel Rubini (en) et The Reds
- Direction artistique : Jack Blackman
- Décors : Mel Bourne
- Costumes : Colleen Atwood
- Photographie : Dante Spinotti
- Son : Robert R. Rutledge, Don Digirolamo et Bob Glass
- Montage : Dov Hoenig
- Producteur : Richard Nolan Roth

Producteurs délégués : Bernard Williams et Dino de Laurentiis (non crédité)
- Sociétés de production : De Laurentiis Entertainment Group (DEG), Red Dragon Productions SA
- Sociétés de distribution : De Laurentiis Entertainment Group (DEG) (États-Unis), Paramount Pictures (Canada), AMLF (France), Splendor Films (France, ressortie)
- Budget : 15 millions de dollars[1]
- Pays de production :  États-Unis
- Langue originale : anglais
- Format : couleur par Technicolor, J-D-C Scope :
  - Version 35 mm — 2.35:1 — son Dolby
  - Version 70 mm — 2.20:1 — son stéréo 6 pistes
- Genre : thriller, horreur, policier
- Durée : 119 minutes, 124 minutes (version director's cut)
- Dates de sortie[2] :
  - États-Unis : 15 août 1986
  - France : 9 avril 1987 (festival du film policier de Cognac), 22 avril 1987 (sortie nationale) ; 21 octobre 2020 (ressortie)
- Classification[3] :
  - États-Unis : R – Restricted (Les enfants de moins de 17 ans doivent être accompagnés d'un adulte).
  - France : tous publics[Note 3] (visa d'exploitation no 65337 délivré le 6 avril 1987)[4]

## Distribution
- William L. Petersen (VF : Bernard Murat) : William « Will » Graham
- Kim Greist (VF : Anne Deleuze) : Molly Graham
- Joan Allen (VF : Martine Sarcey) : Reba McClane
- Tom Noonan (VF : Patrick Poivey) : Francis Dollarhyde
- Brian Cox (VF : Jean-Claude Michel) : Dr Hannibal Lecktor
- Dennis Farina (VF : Jean-Pierre Moulin) : Jack Crawford
- Stephen Lang (VF : Michel Mella) : Freddy Lounds
- Bill Smitrovich (VF : Marc Alfos) : Lloyd Bowman
- David Seaman (VF : Marie-Laure Beneston) : Kevin Graham
- Benjamin Hendrickson (en) (VF : Georges Berthomieu) : Dr. Frederick Chilton
- Michael Talbott : Geehan
- Dan Butler (VF : José Luccioni) : Jimmy Price
- Patricia Charbonneau : Mme Sherman
- Frankie Faison (VF : Vincent Grass) : le lieutenant Fisk
- Garcelle Beauvais : une jeune femme voulant acheter une maison
- Chris Elliott : Zeller
- Peter Maloney : Dr. Dominick Princi
- Michael D. Roberts : le jogger
- Marshall Bell : un policier d'Atlanta (non crédité)
- Annie mac Enroe : une hôtesse (non créditée)

 Source et légende : version française (VF) sur RS Doublage

## Production

### Genèse et développement
C'est la première adaptation cinématographique d'un roman dont le personnage principal est Hannibal Lecter, suivie par Le silence des agneaux (1991). Le même roman sera à nouveau adapté, avec une fin différente, dans Dragon rouge (2002). Tout comme Thomas Harris, Michael Mann s'inspire du vrai profiler Robert Ressler.
Le poste de réalisateur avait initialement été proposé à David Lynch.
Le film devait initialement prendre le même titre que le roman Red dragon. Michael Mann n'apprécie guère le nouveau titre Manhunter, voulu par Dino de Laurentiis. Ce changement est dû à l'échec au box-office de L'année du dragon (1985) de Michael Cimino, lui aussi produit par de Laurentiis,. William Petersen explique que cela a surtout été fait pour ne pas insinuer que c'était un film de kung-fu, comme plusieurs films de Bruce Lee contenant le mot « dragon ».

### Attribution des rôles
Pour le rôle principal, le studio voulait à l'origine que Michael Mann retrouve Don Johnson après la série télévisée Deux flics à Miami produite par Mann. Ce dernier a cependant insisté pour avoir William Petersen avec lequel il avait travaillé sur Le Solitaire.
Brian Cox raconte qu'avant lui, Brian Dennehy, Bruce Dern, John Lithgow ou encore Mandy Patinkin avaient été pressentis pour incarner Hannibal Lektor. Le réalisateur Michael Mann songeait initialement au réalisateur William Friedkin. Il est cependant séduit par la performance de Brian Cox dans la pièce de théâtre Rat in the Skull.
Frankie Faison qui joue ici le lieutenant Fisk, incarnera plus tard Barney Matthews, le gardien de l'asile du Dr. Chilton dans les films Le silence des agneaux, Hannibal et Dragon rouge.
Dans la version française, Dennis Farina (dans le rôle de Jack Crawford) est doublé par Jean-Pierre Moulin, qui doublera également Anthony Hopkins lorsque celui-ci incarnera Hannibal Lecter dans Le silence des agneaux et dans Dragon rouge.

### Tournage
Le tournage a eu lieu à Santa Cruz en Californie, Captiva Island, Clearwater, Fort Myers (Floride), Atlanta (Géorgie), Chicago (Illinois), Saint-Louis (Missouri), Washington, D.C. ainsi que dans les DEG film studios de Wilmington en Caroline du Nord.

Trois sites de tournage extérieur en Floride
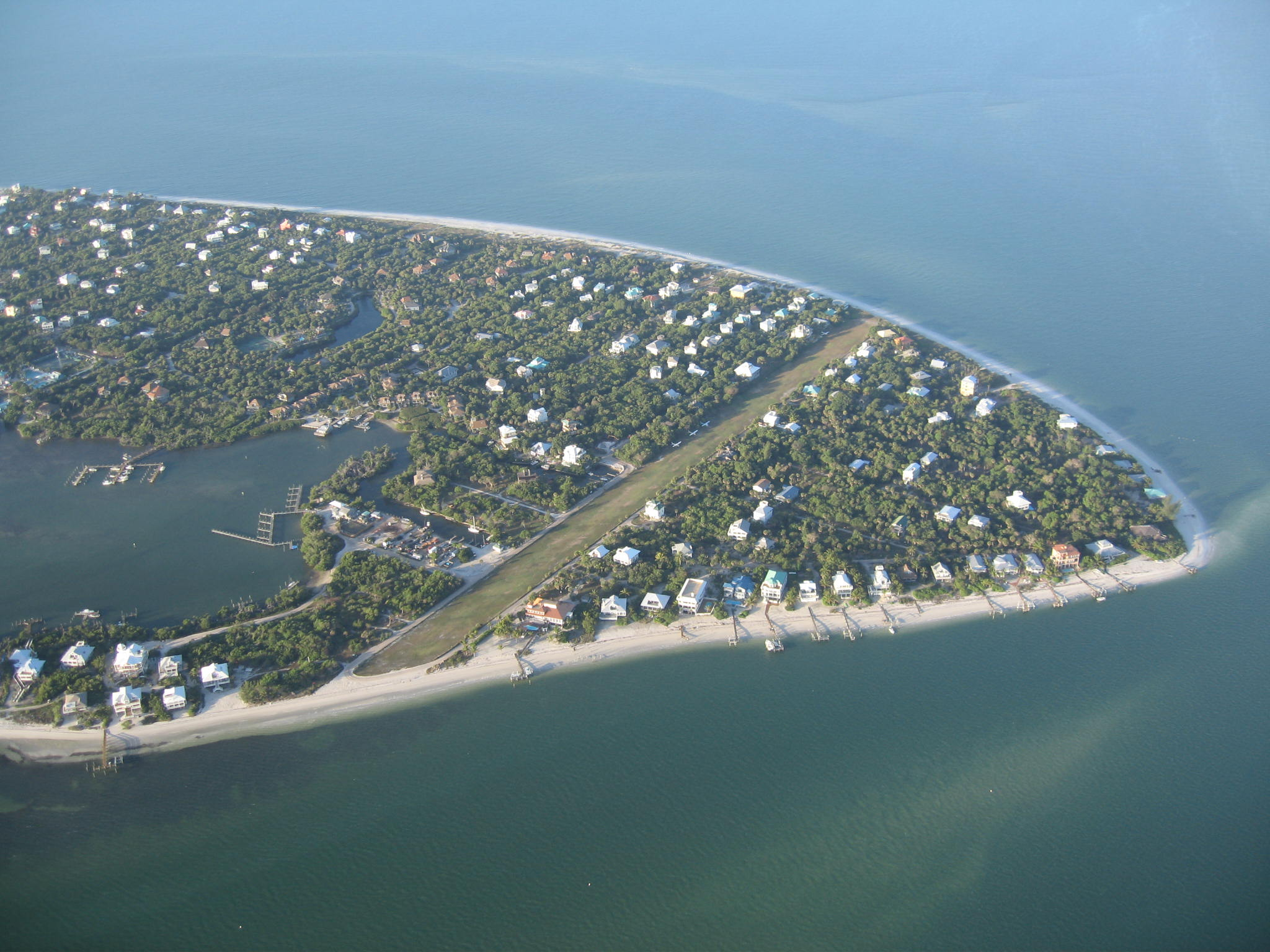
Captiva Island
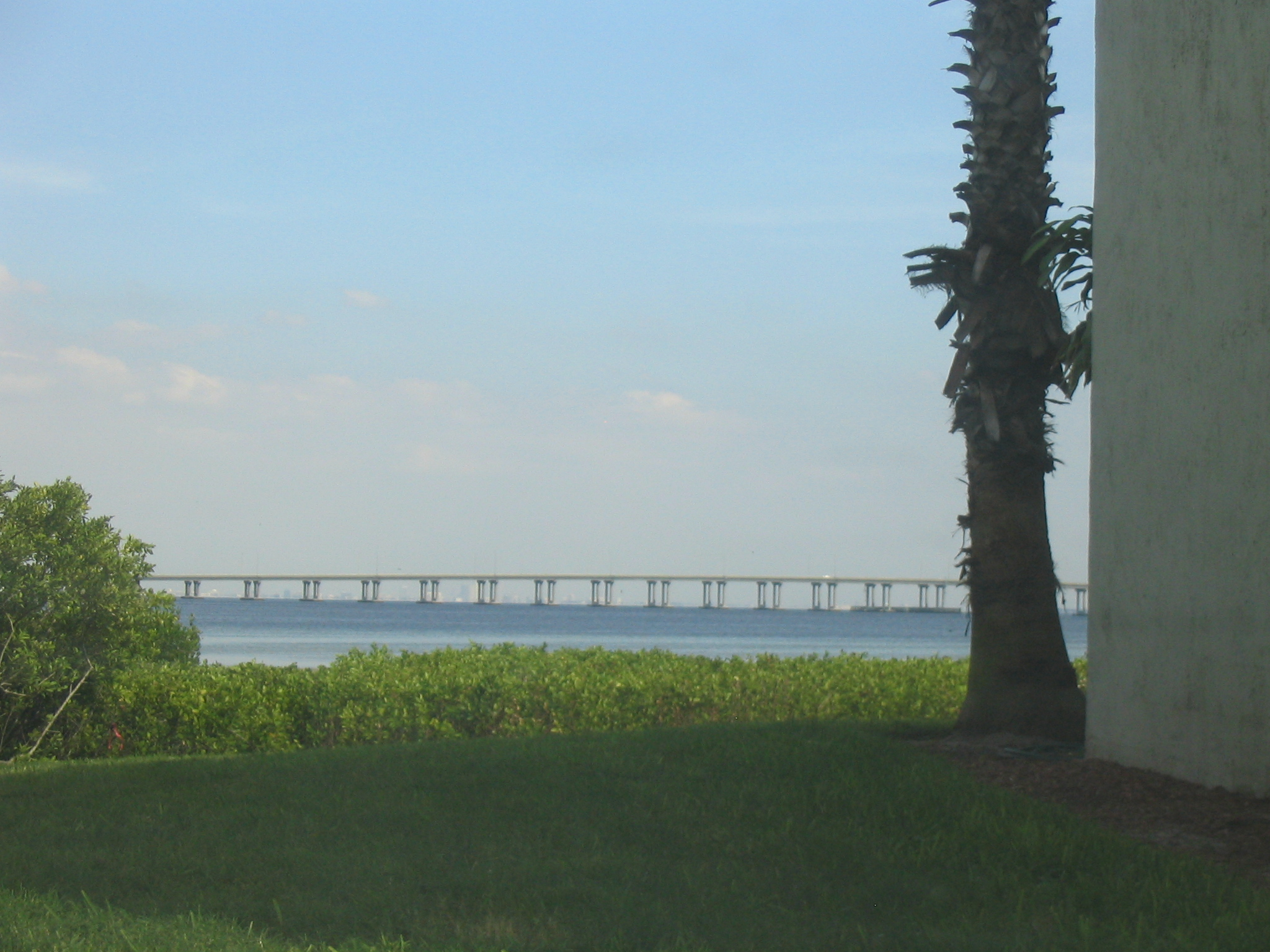
Clearwater, The Bayside Bridge
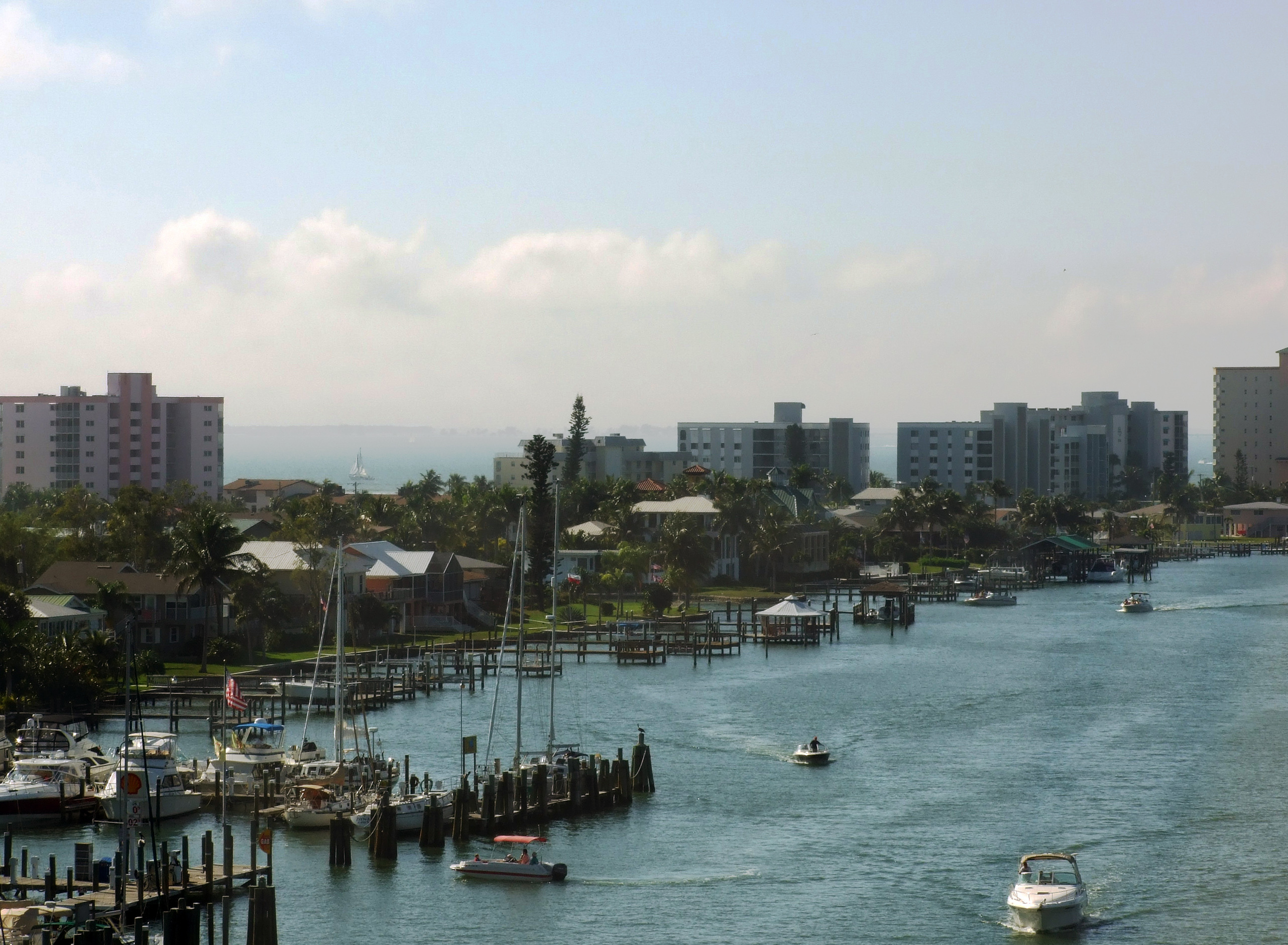
Fort Myers

## Bande originale
La bande originale est commercialisée par MCA en 1986. Elle sera rééditée en CD par Intrada Records en 2010.
| 1.    | Strong as I Am     | Severs Ramsey, Gary Putman, Curt Lichter et Gregory Markel | The Prime Movers | 4:37 |
| 2.    | Coelocanth         | David Allen, Barry Andrews, Martin Barker et Carl Marsh    | Shriekback       | 4:19 |
| 3.    | This Big Hush      | David Allen, Barry Andrews, Martin Barker et Carl Marsh    | Shriekback       | 6:13 |
| 4.    | Graham's Theme     | Michel Rubini (en)                                         | Michel Rubini    | 4:00 |
| 5.    | Evaporation        | David Allen, Barry Andrews et Carl Marsh                   | Shriekback       | 3:18 |
| 6.    | Heartbeat          | Michael Becker et Gene Stashuk                             | Red 7 (en)       | 3:52 |
| 7.    | Lector's Cell      |                                                            | The Reds         | 1:48 |
| 8.    | Jogger's Stakeout  |                                                            | The Reds         | 2:05 |
| 9.    | Leed's House       |                                                            | The Reds         | 4:32 |
| 10.   | In-A-Gadda-Da-Vida | Doug Ingle                                                 | Iron Butterfly   | 8:20 |
| 43:29 |                    |                                                            |                  |      |

Titres non inclus sur le disque, mais présents dans le film et finalement édités dans le double LP paru chez Waxwork Records en juillet 2018.
- Freeze, composé et interprété par Klaus Schulze
- Seiun et Hikari No Sono, composé et interprété par Kitaro

## Accueil

### Critique
À sa sortie, Le Sixième Sens a rencontré des critiques mitigées. Au début, il était considéré comme trop élégant, en grande partie en raison de l'utilisation par Mann des années 1980 des couleurs pastel, de l'architecture art déco et de la brique de verre.
En France, le site AlloCiné, ayant recensé cinq critiques de la presse au moment de la sortie du film en 1987, lui attribue une moyenne de 3,4/5. Pour les critiques positives, Robert Chazal de France-Soir note que le réalisateur « soigne les décors et les éclairages pour créer un climat auquel les personnages ni les acteurs ne peuvent échapper », ajoutant que « chaque image est un choc, chaque lieu est une surprise, chaque scène crée l'étonnement », tandis que Joshka Schidlow de Télérama salue la prestation de Tom Noonan en incarnant « un criminel tout droit issu de la tradition des Frankenstein et autres Caligari ». Plus modéré, Jean-Louis Macia du journal La Croix note que « la densité psychologique des personnages compense certaines facilités esthétiques du filmage, du style coucher de soleil sur l’écran », tandis que Colette Godard du Monde écrit que le film bénéficie d'« images bien léchées, en musiques inattendues, sur un rythme qui ne faiblit pas, mais n’emmène nulle part ».
Paul Louis Thirard de Positif n'est pas convaincu par le film, ajoutant qu'« on oubliera vite ce petit psycho-thriller, ou, pour ne pas abuser des mots étrangers, ce psycho-frileur ».

### Box-office
Au moment de sa sortie, Le Sixième Sens n'a pas rencontré son public. Sorti le 15 août 1986 dans 779 salles aux États-Unis, le long-métrage ne parvient qu'à prendre la huitième place du box-office lors de son premier week-end d'exploitation avec 2 204 400 $ de recettes. Finalement, il a rapporté 8 620 929 $ de recettes en fin d'exploitation, ce qui constitue un échec commercial au vu de son budget de production de 14 millions de $.
En France, le film, sorti le 22 avril 1987, prend la treizième place du box-office lors de sa première semaine d'exploitation avec 41 033 entrées. Après une quatrième semaine de présence dans le top 30 hebdomadaire où il enregistre 15 827 entrées, pour un cumul de 112 194 entrées, Le Sixième Sens quitte le classement à partir du 20 mai 1987. Lors de sa première exploitation en France, le long-métrage totalise 147 354 entrées.

## Distinctions
Sources : IMDb, Allociné

### Récompense
- Festival du film policier de Cognac 1987 : Prix de la critique pour Michael Mann

### Nominations
- Festival du film policier de Cognac 1987 :
  - Grand Prix pour Michael Mann
  - Prix spécial du jury pour Michael Mann
  - Prix du grand public pour Michael Mann
  - Grand Prix du jury pour Michael Mann
  - Prix TF1 pour Michael Mann
- Edgar Allan Poe Awards 1987 : meilleur film pour Michael Mann

## Éditions vidéo
Le Sixième Sens est sorti en :
- DVD le 12 juillet 1998
- VOD le 19 avril 2013
- Blu-ray le 5 décembre 2017